# Барва з позамежжя світу (фільм)
«Барва з позамежжя світу» (англ. Color Out of Space) — американський науково-фантастичний фільм жахів, знятий у 2019 році режисером та співавтором сценарію Річардом Стенлі за мотивами оповідання Говарда Лавкрафта "Барва з позамежжя світу". Це перший повнометражний фільм Стенлі, знятий після його звільнення зі знімання фільму "Острів доктора Моро" (1996). За словами Стенлі, це перший фільм у трилогії адаптацій Лавкрафта, який він сподівається доповнити адаптацією оповідання "Жах Данвіча".

## Сюжет
Після лікування своєї дружини Терези від раку за допомогою мастектомії, Нейтан Гарднер перевозить родину на віддалену ферму в Новій Англії, де вирішує зайнятися городництвом і розведенням альпаку заради молока. Їхня дочка-підліток Лавінія захоплюється окультизмом і практикує ритуали вікки з "Некрономікона", думаючи, що таким чином допоможе матері швидше одужати. Ферму відвідує гідролог Ворд з університету Міскатоніка, зайнятий вивченням грунтових вод у рамках планування спорудження гідроелектростанції в цих краях.
Сімейство страждає від переїзду: Тереза, що займалася фінансовим консультуванням, втратила більшу частину клієнтів через погану якість інтернету в провінційній глушині; Нейтану доводиться терпіти вимушену помірність та несерйозне ставлення рідних до його нової діяльності; старший син Бенні тусується з місцевим пустельником Езрою і починає курити марихуану; молодший син Джек страждає на аутизм і спілкується тільки з собакою Семом.
Одного разу вночі Нейтан переконує свою дружину, що попри каліцтво вона все-таки прекрасна для нього, після чого вони починають займатися сексом. Раптом на переднє подвір'я їх ділянки падає блискучий метеорит, дивний колір якого спотворює навколишню реальність і видає огидний запах. Наступного ранку космічний об'єкт уже не світиться, що помічають Нейтан разом з мером і шерифом сусіднього міста Аркхем, які прибули на місце події. Пізніше батько та дочка стають свідками попадання кількох блискавок у метеорит, який після цього розсипається на попіл. Ворд зауважує, що ґрунтові води набули маслянистого відтінку, через що вирішує їх вивчити. Коли тест-смужки починають яскраво світиться, він рекомендує Гарднерам не пити місцеву воду. Через небажання зупиняти будівництво греблі мер вирішує нічого не робити.
Колодязь, що знаходиться за декілька метрів від місця падіння метеорита, привертає увагу Джека: навколо будівлі починає рости яскраво забарвлена рослинність, з'являються комахи, що мутували, самій дитині чується людський голос, що доноситься звідти. Ворд відвідує Езру, який включає для гостя магнітофонний запис, на якому, за його словами, записані «пересування людей, що знаходяться під землею». На ферму приїжджає знімальна група з метою записати інтерв'ю з Нейтаном про метеорит, але він зникає у невідомому напрямку, а після повернення виглядає п'яним.
Під час готування обіду Тереза випадково відрізає собі кінчики двох пальців; чоловік, який виїхав з нею в лікарню, залишає Бенні за старшого в будинку. Але все йде не за планом: альпака стають некерованими, Сем тікає з дому, а Джек відчуває нервову напругу, помітивши щось у колодязі. Нейтан, повернувшись, конфліктує з Бенні і Лавінією, демонструючи небачений раніше рівень люті. Він намагається прийняти душ, але помічає у стічному отворі дивну кальмароподібну істоту. Наступного дня він збирає помідори, які виявляються деформованими та неїстівними, після чого через чергову проблему з інтернет-з'єднанням він вступає у конфлікт із дружиною.
Наступної ночі Тереза чує крики Джека та Бенні у сараї, і вирушає туди сама. З альпака трапилося щось жахливе, і вони втрьох вирішують втекти з сараю, але кілька спалахів Кольорової блискавки потрапляють у Терезу та Джека і сплавляють їхні тіла у позбавлену розуму істоту. На фермі відключається електрика, автомобіль не заводиться, а Нейтан з рідними переносять істоту на горище. Розлючений батько сімейства бере дробовик і вирушає в сарай, де він знаходить і вбиває аналогічну тварюку, що зросла з багатьох альпака. Повернувшись на горище він веде дітей з кімнати, приготувавшись застрелити дружину і сина, що мутували, але не знаходить сил зробити це.
Лавінія та Бенні вирішують утекти з ферми на коні, проте він виривається і тікає, а Бенні, почувши голос Сема з колодязя, вирішує врятувати тварину. З води виривається Барва і вбиває хлопця, попутно зводячи Лавінію з розуму. Нейтан, що також втратив розсудливість, замикає дочку з монстром на горищі. Ворд, що прибув на ферму, разом з шерифом вриваються на горище, і Нейтан нарешті вбиває істоту, яку більше не вважає частиною сім'ї. Коли люди виходять із дому, Барва виривається з колодязя і зводить Нейтана з розуму. Він намагається застрелити інопланетне створення, але в плутанині шериф стріляє в батька сімейства. Лавінія заявляє, що Барва не допустить відходу звідси будь-кого з людей.
Попри це, Ворд і шериф планують залишити ферму і вирушають на пошуки Езри, але знаходять лише його висушений труп і включений магнітофонний запис. Відповідно до нього, Барва намагається переформувати біосферу Землі на «щось, що їй знайоме». Тіло вибухає і з нього на всі боки розлітається Барва. Ворд і Пірс намагаються втекти, але шерифа хапає і вбиває дерево, яке мутувало під впливом Барви.
Ворд повертається на ферму і намагається врятувати Лавінію, але в цей час Барва виривається з колодязя і створює вирву, що прямує до неба. Лавінія торкається Ворда і Барва через неї ділиться своїми знаннями: вона прибула з далекого куточка космосу, населеного схожими один на одного прибульцями з щупальцями. Через пошкодження Барва і вона сама розпадаються на порох. На тлі зрушень у часі та просторі, викликаних Барвою, Ворд вирішує сховатися в будинку, де на нього нападає примара Нейтана, від якої Ворду вдається сховатися у винному льоху. Барва зникає в небі, залишивши навколишню місцевість безбарвною та покритою попелом.
В епілозі, через кілька років, постарілий Ворд стоїть на вершині побудованої дамби і говорить про незвідані світи, і що після пережитого ніколи не питиме місцеву воду. Також він побоюється, що подібні до Барви істоти знову можуть потрапити на Землю. В останніх кадрах повз пролітає комаха, що мутувала…

## У ролях
| Актор            | Роль            |
| ---------------- | --------------- |
| Ніколас Кейдж    | Нейтан Гарднер  |
| Джоелі Річардсон | Тереза Гарднер  |
| Мадлен Артур     | Лавінія Гарднер |
| Брендан Мейєр    | Бенні Гарднер   |
| Джуліан Гілліард | Джек Гарднер    |
| Елліот Найт      | Ворд Філліпс    |
| К'оріанка Кілчер | Мер             |
| Томмі Чонг       | Езра            |
| Джош С. Воллер   | Шериф Пирс      |

## Створення
Річард Стенлі з дитинства був шанувальником творчості Говарда Лавкрафта, за його словами, він до восьми років прочитав усі його твори . Сценарій був написаний ним спільно зі Скарлет Амаріс, тому що він хотів, щоб фільм мав жіночий голос. Проєкт зацікавив продюсерську компанію Елайджі Вуда SpectreVision і актора Ніколаса Кейджа, який також любив Лавкрафта і ледь не знявся у фільмі Стенлі "Піщаний диявол".
Знімання фільм відбувалося у Португалії, у лютому 2019 року. Для реалізації позаземного характеру Цвіту режисер експериментував з гарячим повітрям, водою та температурою, також використовувався інфразвук та ультразвук (чия присутність особливо відчувається в останній третині фільму), для зображення просторових змін у будинку застосовувався VFX.

## Реліз
Прем'єра фільму «Барва з позамежжя світу» відбулася в Канаді 7 вересня 2019 року в рамках програми «Північне безумство» на Міжнародному кінофестивалі в Торонто. У США фільм вийшов в обмеженому прокаті 24 січня 2020. 6 вересня 2019 року було оголошено, що RLJE Films набула прав у США в рамках семизначної угоди з низькою та середньою вартістю. «Барва з позамежжя світу» фінансувався компанією Ace Pictures, а XYZ Films займалася міжнародним продажем фільму.
Після обраних попередніх показів 22 січня фільм вийшов у 81 кінотеатрі у Сполучених Штатах 24 січня 2020 . З попередніми показами та касовими зборами у перші вихідні фільм зібрав 358 154 долари за чотири дні.
В Україні фільм вийшов у прокат 26 березня 2020 року, у Великій Британії — 28 лютого.

## Критика
На сайті-агрегаторі рецензій Rotten Tomatoes рейтинг схвалення фільму складає 86 % (на основі 152 оглядів), середня оцінка картини становила 6,69 бала з 10 можливих На сайті Metacritic середньозважена оцінка фільму становила 70 % (26 оглядів).
Оглядач The Guardian Кет Кларк дав фільму оцінку в 3 зірки з 5, не виключивши для нього набуття статусу класики жанру.
Говард Горман з NME похвалив довгоочікуване повернення Стенлі, підкресливши суть «інтенсивної, непередбачуваної та болісної моральної історії», і Кейджа за те, що вніс свій «найтонший» поворот за останнє десятиліття.